# Richard Dixon
Richard Ernesto Dixon Amague (Ciudad de Panamá, Panamá; 28 de marzo de 1992) es un futbolista panameño. Juega como defensa.

## Trayectoria
Creció en el Barrio San Joaquín de Ciudad de Panamá, desarrollando su pasión por el fútbol desde que tenía 5 años de edad. Debutó en la Liga Panameña de Fútbol el 15 de enero de 2010 defendiendo los colores del Sporting San Miguelito, en un partido correspondiente a la 1.ª fecha del Torneo Clausura contra Tauro. Anotó su primer gol ese mismo año, el 26 de septiembre, durante la goleada de 5 a 1 sobre Atlético Chiriquí. Tras conseguir el título de campeón en el Clausura 2013 con Sporting San Miguelito, Dixon tuvo su primera experiencia internacional cuando disputó la Concacaf Liga Campeones 2013-14, donde el equipo rojinegro enfrentó a Alajuelense y América.
El 30 de enero de 2014, mediante sus redes sociales, el Chorrillo Fútbol Club lo anunció como nuevo jugador de dicha institución para los siguientes dos años. El 5 de febrero, seis días después de su presentación oficial como refuerzo del club, realizó su debut en el empate de 1 a 1, visitando al Río Abajo. En aquel partido, cuando transcurrían 68 minutos de juego, recibió su primera tarjeta amarilla. Anotó su primer gol, el 14 de marzo de ese año, en la victoria a domicilio de 3 a 1 sobre Independiente de La Chorrera. El domingo 17 de mayo logró, una vez más, ser campeón de la Liga Panameña de Fútbol, luego de que Chorrillo derrotara al Río Abajo en la final del Torneo Clausura. También disputó la Concacaf Liga Campeones 2014-15, debutando el 19 de agosto en el triunfo de su equipo por 1 a 0 sobre Cruz Azul.
El 20 de enero de 2016 se confirmó su traspaso al Limón Fútbol Club de la Primera División de Costa Rica, club al que se vinculó por seis meses con una opción de renovación en su contrato. Hizo su estreno oficial el 16 de enero del mismo año contra Alajuelense en la cancha del Estadio Alejandro Morera Soto, por la tercera fecha del Campeonato de Verano, cumpliendo su labor de manera satisfactoria. Convirtió su primera anotación, casi un mes después, el 14 de febrero, en la derrota de su equipo por 2 a 4 ante Santos de Guápiles. Al final, disputó 17 partidos y anotó 2 goles con el equipo costarricense.
El 6 de junio de 2016 se acordó su pase al Platense Fútbol Club de la Liga Nacional de Honduras, al cual se vinculó por un año. Debutó el 7 de agosto de ese año, contra el Olimpia en el empate de 2 a 2. Convirtió su primer gol el 30 de octubre durante la goleada de 3 a 0 sobre el Vida. El 18 de diciembre de 2016, tras perder la final contra Motagua, consiguió ser subcampeón del fútbol hondureño.
Su destacado rendimiento con Platense le permitió llamar la atención de clubes como Olimpia y Águila, siendo este último quien se hizo con sus servicios.

## Selección nacional
Ha sido internacional con la Selección de fútbol de Panamá. Debutó el 14 de noviembre de 2012, bajo las órdenes de Julio César Dely Valdés, en un amistoso contra España.

### Participaciones en Eliminatorias Mundialistas
| Mundial           | Sede   | Resultado         | Partidos | Goles |
| ----------------- | ------ | ----------------- | -------- | ----- |
| Eliminatoria 2014 | Brasil | Quinto lugar      | 0        | 0     |
| Eliminatoria 2018 | Rusia  | 3.° (clasificado) | 3        | 0     |

### Participaciones en Copa de Oro
| Copa de Oro      | Sede           | Resultado  | Partidos | Goles |
| ---------------- | -------------- | ---------- | -------- | ----- |
| Copa de Oro 2013 | Estados Unidos | Subcampeón | 1        | 0     |

### Participaciones en Copa Centroamericana
| Copa de Centroamericana   | Sede       | Resultado    | Partidos | Goles |
| ------------------------- | ---------- | ------------ | -------- | ----- |
| Copa Centroamericana 2013 | Costa Rica | Quinto Lugar | 1        | 0     |

### Participaciones en Juegos Panamericanos
| Juegos Panamericanos      | Sede   | Resultado    | Partidos | Goles |
| ------------------------- | ------ | ------------ | -------- | ----- |
| Juegos Panamericanos 2015 | Canadá | Cuarto lugar | 4        | 0     |

## Clubes
| Club                   | País        | Año         | Partidos | Goles |
| ---------------------- | ----------- | ----------- | -------- | ----- |
| Sporting San Miguelito | Panamá      | 2010 - 2013 | 53       | 1     |
| Chorrillo              | Panamá      | 2014 - 2015 | 68       | 1     |
| Limón                  | Costa Rica  | 2016        | 17       | 2     |
| Platense               | Honduras    | 2016 - 2017 | 33       | 3     |
| Águila                 | El Salvador | 2017 - 2018 | 16       | 2     |
| Tauro                  | Panamá      | 2018        | 18       | 2     |
| Limón                  | Costa Rica  | 2018        | 11       | 1     |
| Plaza Amador           | Panamá      | 2019 - 2020 | 18       | 0     |

## Palmarés

### Campeonatos nacionales
| Título          | Club                   | País   | Año  |
| --------------- | ---------------------- | ------ | ---- |
| Torneo Clausura | Sporting San Miguelito | Panamá | 2013 |
| Torneo Clausura | Chorrillo              | Panamá | 2014 |